# Коконопряды
Коконопряды (лат. Lasiocampidae) — семейство чешуекрылых. В мире около 2000 видов и 150 родов. В России около 80 видов.

## Описание
Крупные и средней величины бабочки. Тело массивное, крылья широкие. Размах крыльев до 90 мм — самки крупнее самцов. У некоторых видов самки почти либо полностью не летают.
Брюшко крупное. Всё тело покрыто густыми волосками. Голова и глаза небольшие. Усики у самцов гребневидные. Хоботок не развит, бабочки не питаются и живут за счёт питательных веществ, накопленных ещё на стадии гусеницы. Гусеницы покрыты густыми волосками; питаются листьями деревьев и кустарников, редко — травянистых растений. Яйца откладываются самками кучками. Окукливание происходит в продолговатых коконах из шёлковых нитей (отсюда название). Зимуют молодые или средневозрастные гусеницы, иногда яйца.
Около 1000 видов. Широко распространены по миру, наиболее разнообразны в тропиках. На территории стран бывшего СССР — около 50 видов.

## Классификация

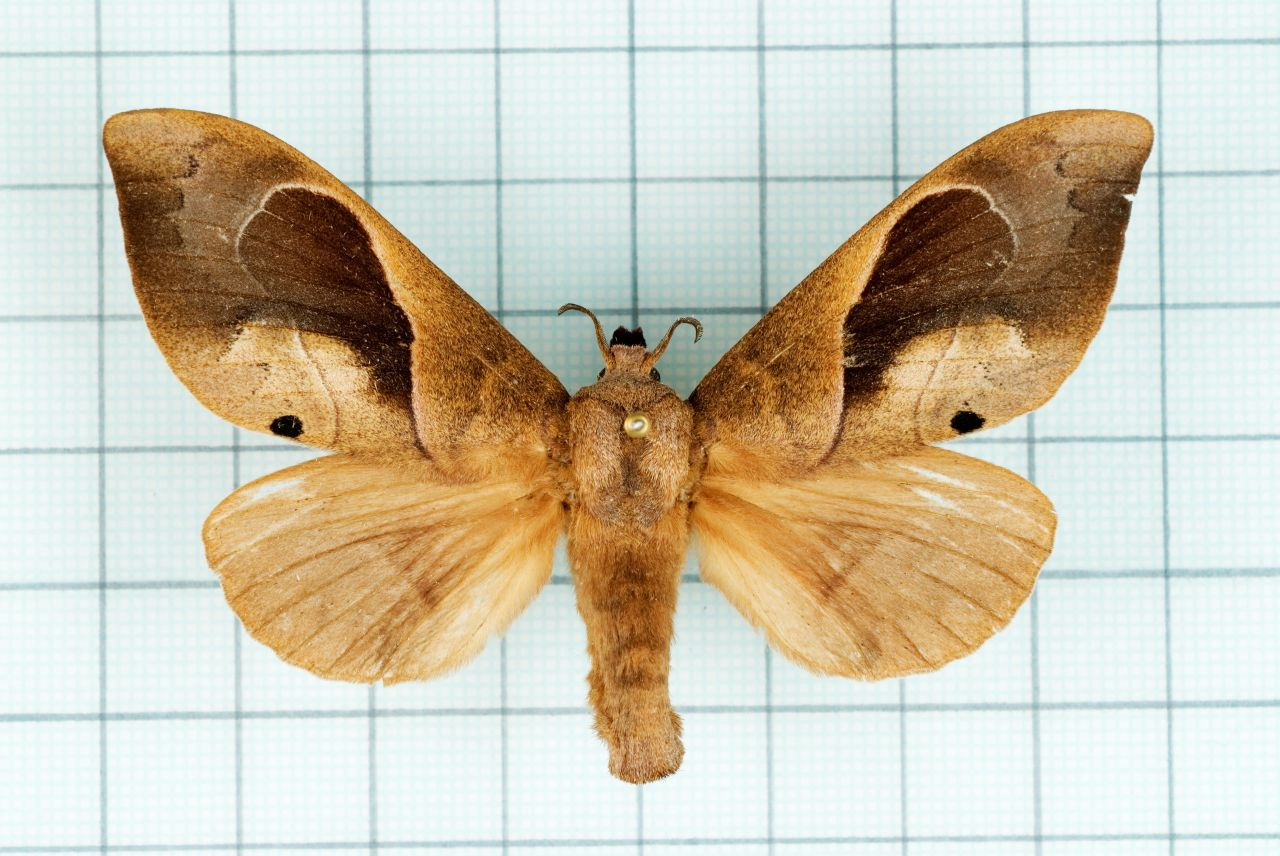
Толстотел уссурийский

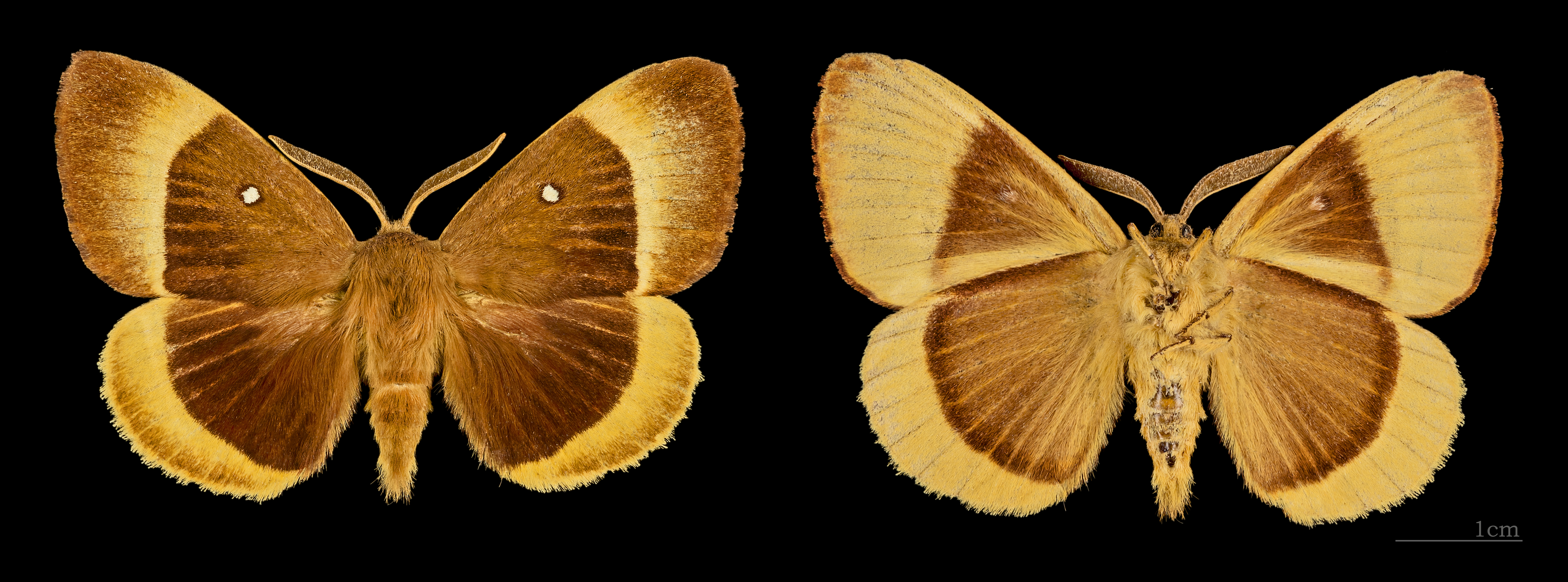
Lasiocampa quercus

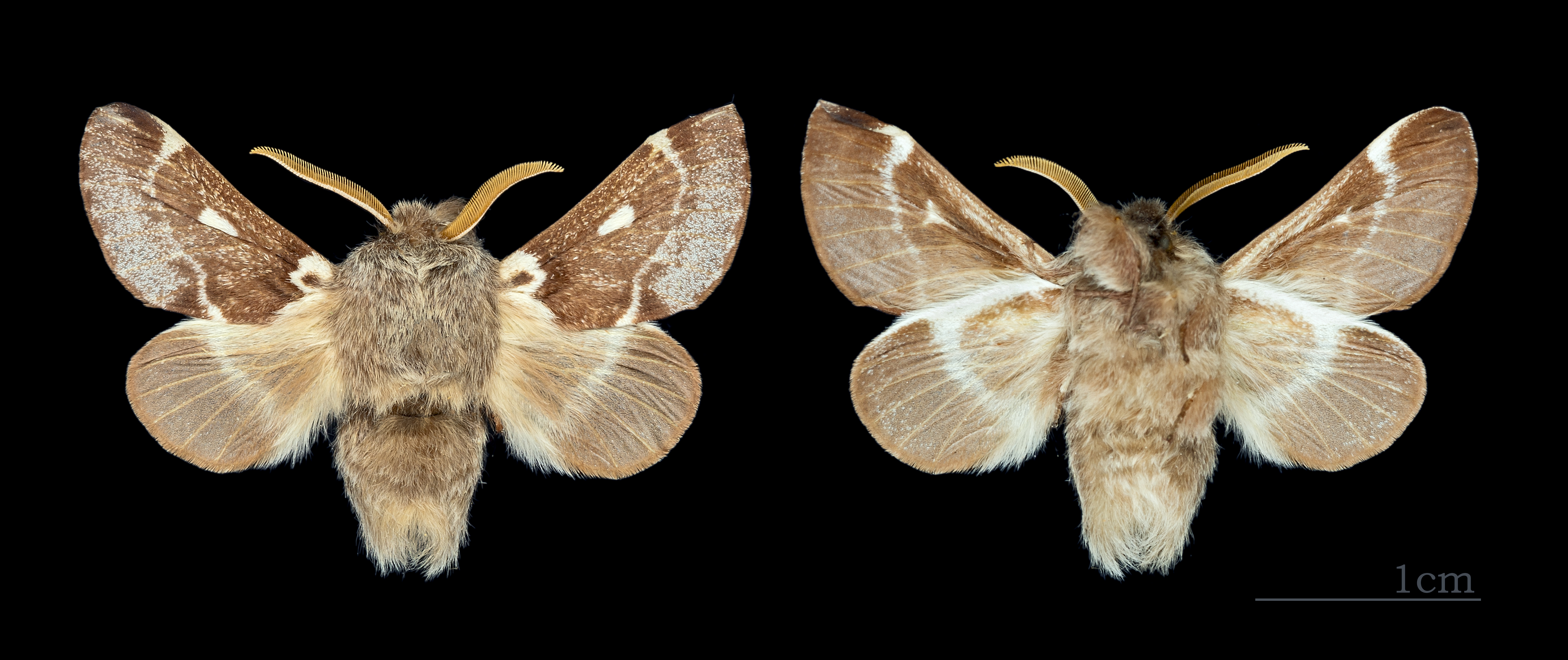
Eriogaster lanestris

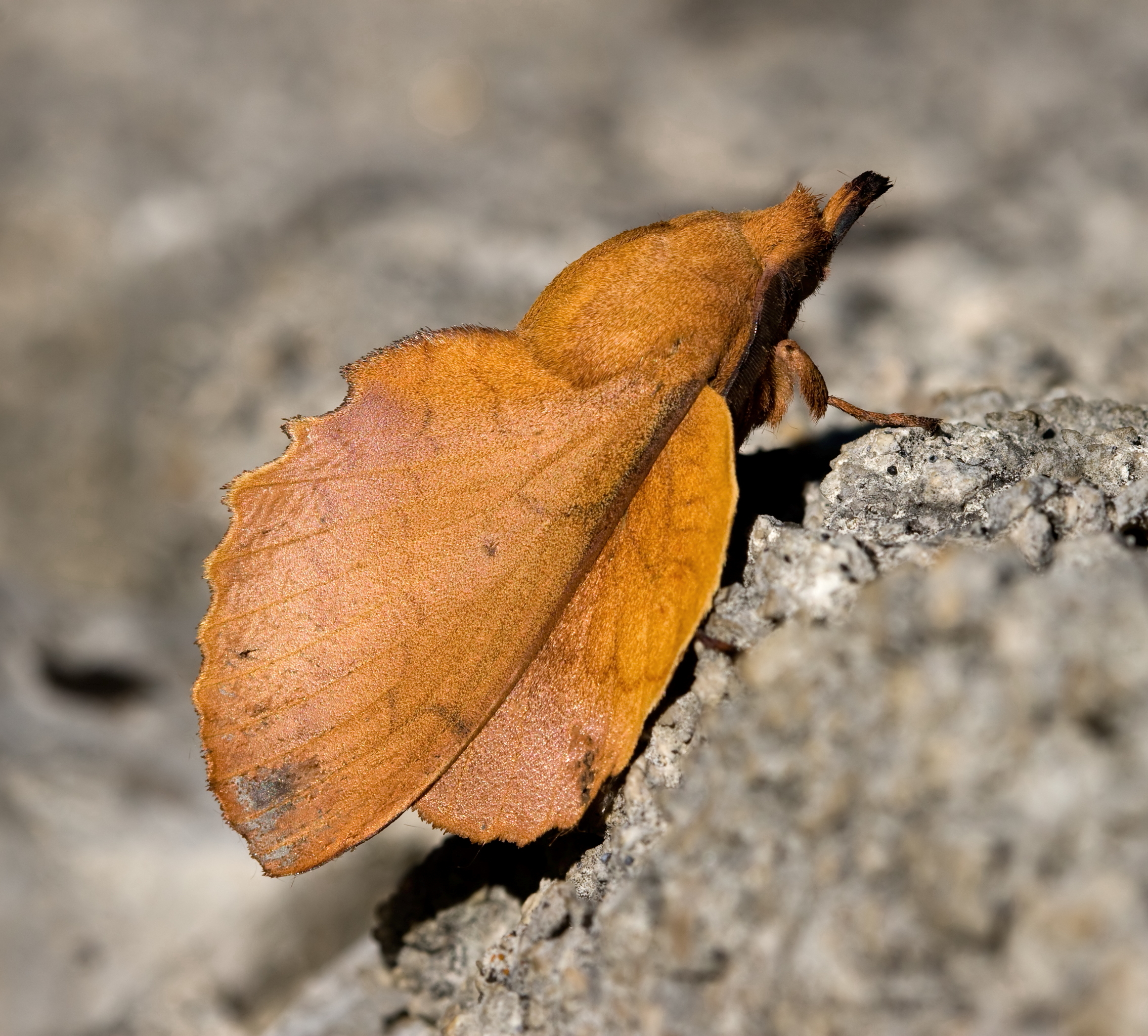
Gastropacha quercifolia

В семействе выделяют следующие подсемейства:

### ПодсемействоChondrosteginae
- Chondrostega Lederer, 1857

### ПодсемействоGastropachinaeNeumoegen & Dyar, 1894
- Gastropacha Ochsenheimer, 1816
  - Коконопряд тополеволистный Gastropacha populifolia (Deniis et Schiffermϋller, 1775)
  - Коконопряд дуболистный Gastropacha quercifolia (Linnaeus, 1758)
- Heteropacha Harvey, 1874
- Odonestis Germar, 1812
  - Коконопряд сливовый Odonestis pruni (Linnaeus, 1758)
- Pernattia Fletcher, 1982
- Phyllodesma Hübner, 1820

### ПодсемействоMacromphaliinae
- Apotolype Franclemont, 1973
- Artace Walker, 1855
- Hypopacha Neumoegen & Dyar, 1893
- Macromphalia
- Mesera
- Titya
- Tolype Hübner, [1820]
- Tytocha

### ПодсемействоLasiocampinaeHarris
- Anadiasa Aurivillius, 1904
- Anastrolos Fletcher, 1982
- Beralade Walker, 1855
- Caloecia Barnes et McDunnough, 1911
- Chilena Walker, 1855
- Cosmotriche Hübner, 1820
- Cyclophragma Turner, 1911
- Dendrolimus Germar, 1812
  - Коконопряд сосновый Dendrolimus pini (Linnaeus, 1758)
  - Сибирский шелкопряд Dendrolimus sibiricus Tschetverikov, 1908
- Dicogaster Barnes et McDunnough, 1911
- Dinometa Aurivillius, 1927
- Entometa Walker, 1855
- Eremaea Turner, 1915
- Ergolea Dumont, 1922
- Eriogaster Germar, 1810
  - Коконопряд золотистый Eriogaster catax
- Eutachyptera Barnes et McDunnough, 1912

- Euthrix Meigen, 1830
  - Коконопряд травяной Euthrix potatoria

- Genduara Walker, 1856
- Gloveria Packard, 1872
- Lasiocampa Scrank, 1802
  - Коконопряд дубовый Lasiocampa quercus (Linnaeus, 1758)
  - Коконопряд клеверный Lasiocampa trifolii (Denis et Schiffermϋller, 1775)
- Lenodora Moore, 1883
- Macrothylacia Rambur, 1866
  - Коконопряд малинный Macrothylacia rubi (Linnaeus, 1758)
- Malacosoma Hübner, 1820
  - Коконопряд кольчатый Malacosoma neustria (Linnaeus, 1758)
  - Коконопряд молочайный Malacosoma castrensis (Linnaeus, 1758)
- Neurochyta Turner, 1918
- Opsirhina Walker, 1855
- Pachypasa Walker, 1855
- Pararguda Bethune-Baker, 1908
- Pinara Walker, 1855
- Poecilocampa Stephens, 1828
  - Коконопряд тополевый Poecilocampa populi (Linnaeus, 1758)
  - Коконопряд юный Poecilocampa tenera O.Bang-Haas, 1927
- Porela Walker, 1855
- Psilogaster Reichenbach, 1817
- Quadrina Grote, 1881
- Sena Walker, 1862
- Somadasys Gaede, 1932
- Stoermeriana de Freina et Witt, 1983
- Streblote Hübner, 1820
- Symphyta Turner, 1902
- Syrastrenopsis Grünberg, 1914
  - Коконопряд Мольтрехта Syrastrenopsis moltrechti Grünberg, 1914
- Trichiura Stephens, 1828